# Сержипе
Сержипи (порт. Sergipe) је најмања бразилска држава, лоцирана на сјевероистоку земље, уз Атлантски океан. Сержипи је уклијештен између Баије и Алагоајса